# 星際大戰五部曲：帝國大反擊
《帝国反击战》（英語：The Empire Strikes Back），也通稱作《星球大战V：帝国反击战》（Star Wars: Episode V – The Empire Strikes Back），是爾文·克許納执导、利·布拉克特与劳伦斯·卡斯丹根据乔治·卢卡斯构想编剧的1980年美国太空歌劇史诗片。本片為《星際大戰四部曲：曙光乍現》的續作兼《星際大戰》的第二部電影（按劇情順序為《天行者传奇》的第五章）。本片情节发生前作的三年后，莉亚公主带领反抗軍同盟对抗皇帝为首的邪恶银河帝国；卢克·天行者练习掌握原力对抗强大的西斯头目達斯·維達。电影群星荟萃，主要演员包括馬克·漢米爾、哈里森·福特、嘉莉·費雪、比利·迪·威廉斯、安东尼·丹尼尔斯、大衛·普羅斯、肯尼·貝克、彼得·梅休、法蘭克·歐茲。
卢卡斯在《星球大战》大卖后聘请布拉克特编写续作，后者1978年去世时已写完《天行者传奇》系列大纲和续集剧本初稿，卢卡斯自行编写第二版后邀请《法櫃奇兵》编剧卡斯丹修改。执导《星球大战》的巨大压力令卢卡斯心有余悸，请克什纳接手，专心提升自家特效公司光影魔幻工業。电影1979年3至9月在挪威芬瑟和英格兰埃尔斯特里制片厂摄制，途中遇到演职人员伤病、火灾、成本上涨且难以补充资金等重重困难，八百万美元初步预算到项目完工已升至3050万美元。
《帝国反击战》1980年5月21日上映时可谓万众瞻目，全球票房约4.01亿美元，是年度票房冠军。与风格轻快的《星球大战》相比，本片主旨更加黑暗和成熟，影评人和影迷看法不一。影评人称赞电影采用布偶演绎矮小外星人、卢克师傅尤達的表情与情感。影片获奥斯卡金像奖、格莱美奖、英国电影学院奖肯定，多次重新发行把全球总票房提升到5.38至5.49亿美元，计入通货膨胀至今仍居美加两国影史第13位。
白驹过隙，《帝国反击战》顶住时间考验，评价不断提升，如今已有《星球大战》系列最佳和影史杰作美誉。本片对流行文化和电影制作影响深远，是续集超越前作的典范，片尾维达自承乃卢克之父的高潮桥段被誉为影史绝佳大逆轉。影片催生电子游戏、广播剧等各种改编作品和其他商品。2010年，本片因“文化、历史和美学领域的显著成就”入选美国国会图书馆國家影片登記表。1983年续集《星際大戰六部曲：絕地大反攻》上映，为正傳三部曲划上句点；围绕《天行者传奇》系列的前传和后传三部曲均已发行。

## 剧情
反抗军摧毁死星三年后，達斯·維達率帝国舰队在银河系扫荡，派探测机器人四处搜寻莉亚公主带领的反抗軍同盟。机器人在冰雪行星霍斯找到反抗军基地，卢克·天行者调查机器人来历时遇到雪地怪兽被俘，后利用原力取回光剑打伤怪兽。卢克在严寒垂死之际看到已故导师歐比王·肯諾比的原力之魂，指示他前往沼泽星球達可巴拜师絕地武士尤達。韓·蘇羅发现晕倒的卢克，把他放入死掉的雪地蜥蜴体内隔绝低温，第二天早上两人获救。
银河帝国发现反抗军方位后用步行机发动大规模进攻，反抗军被迫放弃基地。韩·索罗、莉亚、C-3PO、丘巴卡乘千年隼号逃跑，但因超光速推进器故障无法远遁，只能藏身小行星带，共患难的韩与莉亚逐渐走到一起。维达召集波巴·费特等赏金猎人搜寻千年隼号，韩等人为避开帝国舰队前往贝斯平行星云城，城主藍道·卡利森是韩的老友。维达算准他们会来云城投靠朋友，费特赶到后偷袭韩等人，蓝道在维达重压下交出前来避难的反抗军。
卢克驾驶X翼战机带着R2-D2赶到达可巴但在降落时坠机，身材矮小的尤达起初无意教导卢克，与欧比旺的灵魂交流后勉强改变主意。他训练卢克掌握原力的光明面，抵制已把维达引向黑暗面的邪恶思想。卢克一度难以控制愤怒和冲动，亲眼目睹尤达隔空将X翼战机拉出沼泽才理解原力的强大本质。卢克预感韩和莉亚遭遇重大危机，不顾欧比旺和尤达反对前往营救。欧比旺深信卢克是绝地武士唯一的希望，但尤达认为“一定会有下一个”。
维达把韩碳冷冻化，验证能否以此手段囚禁卢克且不伤及生命，莉亚在韩碳化前示爱。维达把韩解冻后交给费特去向赫特人贾巴收赏金，兰多救出莉亚和丘巴卡但来不及阻止费特逃离。莉亚一行杀出重围，乘千年隼号离开云城。卢克赶到并与维达在云城中央通风管道用光剑决斗，但实力不继被砍掉右手。维达要求卢克接受黑暗面的强大力量，与他一起打倒皇帝、共同统治银河系。卢克坚决不从，引述欧比旺的话指控对方杀父之仇不共戴天，万没想到维达揭露真相，他正是卢克的父亲。卢克绝望之下从通风井掉出云城挂在天线上，用原力向莉亚求救，千年隼号赶回把他接走。钛战机一路追杀，R2-D2在维达所乘滅星者马上就要拿下千年隼号之际修复超光速推进器助众人逃出生天。
工作人员为卢克的右手装上机械假体，他与莉亚、C-3PO、R2-D2看着兰多与丘巴卡登上千年隼号去找韩。

## 演员
- 馬克·漢米爾饰反抗军同盟飞行员、绝地武士学徒卢克·天行者[6]。
- 哈里森·福特饰千年隼号船长、走私分子韩·索罗[7][8]。
- 嘉莉·費雪饰反抗军同盟领袖莉亞·歐嘉納[9]。
- 比利·迪·威廉斯饰云城总督兰多·卡瑞辛[10]。
- 安东尼·丹尼尔斯饰仿人机器人C-3PO[11]。
- 大衛·普羅斯饰强大的西斯头目达斯·维达，詹姆斯·厄爾·瓊斯配音[12][13]
- 彼得·梅休饰千年隼号副驾驶、韩忠实的伍基人好友丘巴卡[14][15]。
- 肯尼·貝克饰天体机械机器人R2-D2[16]。
- 法蘭克·歐茲操纵布偶并配音出演身材矮小、已活数百年的绝地大师尤达[17]。

亚历克·吉尼斯饰演欧比旺·克诺比，约翰·霍林斯诠释兰多的助手洛博特。片中反抗军势力包括布鲁斯·博阿出演瑞肯将军，约翰·拉岑贝格尔扮演德林少校，卡尔·奥尔德（杰克·麦肯齐饰）、达克·拉尔特（约翰·莫顿饰）、韦奇·安蒂列斯（丹尼斯·劳森饰）、泽夫·塞内斯卡（克里斯托夫·麦尔科姆饰）、霍比·克利维安（理查德·奥德菲尔德饰）。
银河帝国势力包括皮耶特上将（肯尼斯·考利）、奥泽尔上将（迈克尔·谢尔德饰）、维尔斯将军（朱利安·格洛弗饰）、尼达舰长（迈克尔·卡尔弗饰）、帝国皇帝（伊莱恩·贝克饰，克里夫·雷维尔配音）:308。其他演员包括：杰里米·布洛奇饰赏金猎人波巴·费特，配音的傑森·溫格林身份直到2000年才公开；莫里斯·布什诠释赏金猎人登加，艾伦·哈里斯出演类人蜥蜴博斯克。

## 制作

### 前期开发

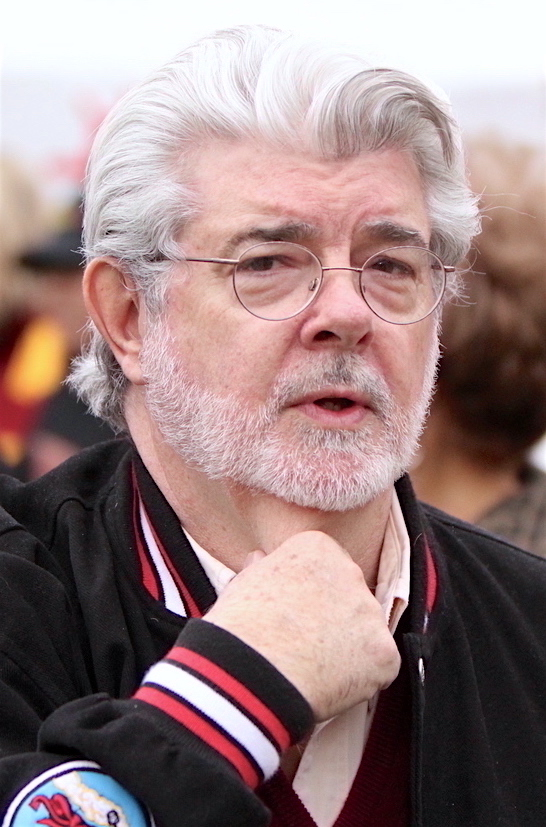
乔治·卢卡斯（摄于2011年）全力从各方面参与本片制作，但不想再担当导演的重压

《星球大战》意外热卖并成为文化现象级电影，续集马上提上日程:2–3。主创人乔治·卢卡斯预留后路，万一《星球大战》票房失利就请亚伦·迪恩·佛斯特编写低成本续集剧本（后改编成小说《心灵之眼的碎片》发行）。电影大卖已成定局之际，卢卡斯又觉得当导演压力太大，影响身体健康，不愿再执导续集:2–4。电影为卢卡斯带来财富与名望，也有许多人只想得到他的经济支持，为此甚至诉诸威胁:2–3。
卢卡斯深知续集必然在耗资等各方面超越原作，但自创的卢卡斯影业规模太小，连办公室都是临时的，考虑把项目转卖二十世纪福克斯换取利润分成:3。《星球大战》令他进账颇丰，短期内根本不需要工作赚钱，但在创作上已投入太多心血，无法将其托付他人:4。他对续集已有构想，但还没有完整结构，知道剧情会更阴暗，对主题、人物关系、原力本质的探索更成熟。卢卡斯打算用《星球大战》所赚1200万美元利润独立制作续集，扩张旗下特效公司光影魔幻工業，在加利福尼亚州马林县创立天行者電影牧場，用剩余资产抵押，从美國銀行贷款八百万美元作为预算:10,30–31, 52, 53:123–124。
福克斯有权率先协商或拒绝参与《星球大战》续作，该司与卢卡斯各派代表从1977年中期开始谈判。福克斯此前认为《星球大战》上映后必然惨淡收场，项目分文不值，同意卢卡斯主控周边商品和续作开发。:4公司高管小艾伦·拉德一直支持《星球大战》，非常希望尽早推出续集，受其影响双方在续集条款达成共识的速度远超前作:10,190。1977年9月21日双方签订百页合同，福克斯负责发行但无权干涉电影创作，换取前两千万毛利的一半，如果毛利超出一亿美元，制片方分成将提升至77.5%。电影必须在1979年1月结束前开拍，1980年5月1日上映。:10,11合约为卢卡斯提供丰厚利润空间，但要是票房惨败，他也会血本无归:124。
卢卡斯为减轻风险创办“第二章公司”，控制项目开发并分担责任:10,30。他为新公司与卢卡斯影业签订合同，分走半成票房毛利:58。他还创办“黑隼”为《星球大战》商品营销授权，收益投入开发项目:54。1977年8月项目开始开发，暂定名《星球大战第二章》:7。
卢卡斯得知加里·库尔茨在《星球大战》拍摄期间一度玩乎职守，放任遇到的问题不管，打算改请霍华德·卡赞强制片，但考虑到库尔兹多年来对他忠心耿耿而且很了解《星球大战》系列而改变心意:34–35。卢卡斯担任执行制片人，能抽时间应对《法櫃奇兵》项目开发等事务:122。库尔茨1977年结束前就聘请美术总监诺曼·雷诺兹、布景顾问约翰·巴里、化妆师斯图尔特·弗里伯恩、第一副导演大卫·汤布林等主要剧组人员:11,51，卢卡斯再度邀请拉尔夫·麦克奎里与喬·約翰斯頓，确保续集视觉风格与原作一致，三人同年12月开始构想冰雪行星霍斯的大战:12,31。电影预算此时已升至千万美元:30。卢卡斯决定请他人执导，希望此人支持他的构想，而且同意卢卡斯掌握决定权。他一度考虑亞倫·帕克、约翰·班德汉姆等近百名导演，最后在1978年2月拍板老相识爾文·克許納:34。克什纳不大愿意为《星球大战》这样的热门巨作拍续集，朋友也劝他不要接受，万一票房惨败难免受千夫所指。卢卡斯表示《星球大战》系列有更宏大的结构，本片与其说是续集，不如与原作一样看成其中章节，还承诺克什纳可以按自有构想拍摄。

### 编剧
卢卡斯1977年8月开始构思续集，如银河帝国皇帝、卢克失踪的妹妹，哈米尔在拍完《星球大战》后因事故导致面部受伤，在片中应该如何解释——卢卡斯曾告知哈米尔，如果后者死于事故，他不会另请人选扮演卢克，而会替换人物:7,10。据哈米尔回忆，得知卢克的妹妹可能是莉亚后他颇感失望。卢卡斯曾编剧《星球大战》，但无意在原作架构基础上发散:15。他透过朋友结识當時身患癌症的科幻作家李·布拉克（其夫艾德蒙·漢彌頓亦為科幻作家，代表作有《太空突擊隊》等），后者比卢卡斯更擅长创作快节奏对白:15:123。
1977年11月28日至12月2日，布拉克与卢卡斯开会讨论故事情节:15, 19。卢卡斯已有核心构想，希望布拉克特能拼凑起来:15。他设想的核心剧情包含三大分支，共有60组场景、百页剧本，片长约两小时:19–21。两人构想的大纲和情节如伍基人故乡、新外星人种、银河皇帝、韩·索罗好赌的过往、水行星与城市行星、卢克失踪的双胞胎妹妹、身材矮小类似青蛙的尤达:15,19–21。卢卡斯从各类文艺作品吸取灵感，如电影《怪人》、小说《沙丘》、电视剧《飞侠哥顿》:19。库尔兹在这段时间想出片名《帝国反击战》:15,19–21，力图避免《星球大战2》这类片名，觉得带“2”字显得电影較前作遜色。
布拉克1978年2月完成初稿《星球大战续集，卢克·天行者历险记》:38:123，其中包含云城、小行星带追逐、霍斯星大战、卢克与维达的高潮决斗等戏码，更关注卢克、韩、莉亚的三角恋情，莉亚纯属落难少女。卢克之父与欧比旺的英灵均有出场，维达身份另有其人。莉亚不是卢克的妹妹，韩向强大的继父求助，兰多是克隆战争留下的克隆人。卢卡斯写下详细笔录并联絡布拉克修改，但她已病重入院，几周后就在3月18日死于癌症:39,43:43。

### 改写
为满足严格日程安排，卢卡斯只能亲自撰写第二稿剧本:43:123。布拉克遵循卢卡斯的大纲创作初稿，但人物与他的设想不符:39。经过六周创作，卢卡斯在4月1日完成121页手写稿，标题改成《星球大战5：帝国反击战》:44。创作时他对星战世界已经更加了解，不像创作《星球大战》那么辛苦；但他对结局不满意，希望留下第三部电影的发展空间:43–44,46,59。卢卡斯版中卢克的妹妹也是新角色，经历与兄长类似:21；剧本还涉及维达的城堡、他对皇帝的恐惧:12,23、控制原力的不同等级:24、尤达异于人类的语言习惯:44、波巴·费特等赏金猎人。费特在卢卡斯笔下与克林·伊斯威特在無名客三部曲（即《荒野大鏢客》、《黄昏双镖客》、《黃昏三鑣客》）扮演的无名客类似，结合此前放弃的超级帝國風暴兵形象塑造而成，是人狠话不多的典型。:43–44卢卡斯的手稿称维达乃卢克之父，但在打字机输入时省略。卢卡斯自称一直把维达设想成卢克的父亲，省略只为防止剧透，这和卢克之父英灵的情节冲突。:44–45他纳入韩欠贾巴钱的情节，改写卢克为救朋友离开达可巴的内容；布拉克笔下卢克听从欧比旺教导离开，卢卡斯改成自主决定离开。他删除卢克陷入黑暗面残杀风暴兵的情节，决定留待下一部续集探索。:43卢卡斯认为有必要确保剧中人给予观众启发，方便儿童理解:12–13。
卢卡斯对劳伦斯·卡斯丹编剧《夺宝奇兵》的表现很满意，1978年6月花六万美元请他修饰本片剧本:54,64:123。两人和克什纳七月上旬开会，以卢卡斯版剧本为蓝本讨论剧情:58:123。三人交流对各情节的看法，质疑不合理的内容，卢卡斯从善如流:64–65,80。卡斯丹每两周必须交付两成剧本，他的改写注重人物关系和心理，最后在八月初写完第三稿:54–55,59,64,70。原本粘糊糊的尤达变成蓝色小个子，名字经历多轮变更但都突出人物的长寿与智慧。尤达教导卢克切勿以貌取人，尊重所有个体，这种思想与观众期望不符。剧本收缩或扩张对白改善动作场面节奏，增加爱情戏码，新增或变更地点，如将维达在太空船甲板上的戏改到私人隔间:70。卢卡斯删掉兰多蓄意背叛人民、要求卢克通过原力而非欧比旺英灵联系莉亚的情节:78。10月24日上交的第四稿与第三稿基本相同，不过动作戏描写更详尽:80。
布拉克所创作的卢克在达可巴受训等情节保留，但对白和人物塑造只能删除:43,70。卡斯丹认为她的创作与《星球大战》根本“不在同一时代”，故事基调都不合适:39。卡赞强觉得美国编剧工会不会认可《帝国反击战》是布拉克与卡斯丹共同编剧，但卢卡斯主张已故的布拉克應該分享功劳，还向家属支付超出合約所訂定的报酬:43,70。1979年2月第五稿定稿，修改部分桥段并纳入克什纳设计的霍格星人，但卢卡斯对这种外星人的奴隶身份不以为然:104。

### 选角

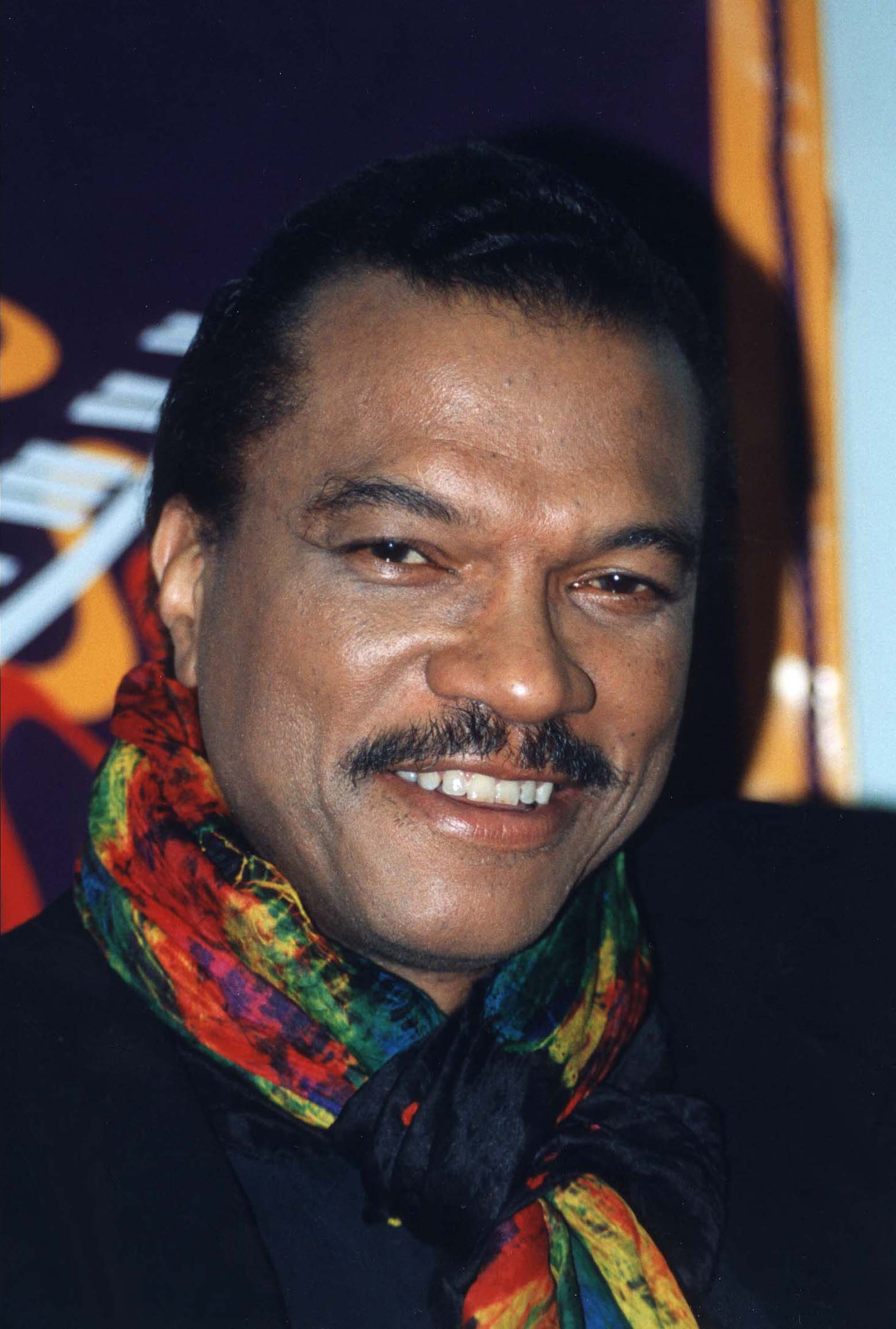
比利·迪·威廉斯（摄于1997年）加入剧组扮演藍道·卡利森

出演《星球大战》的哈米尔（卢克）、费雪（莉亚）、福特（韩）、梅犹（丘巴卡）、贝克（R2-D2）回归续集:125。哈米尔和费雪已签订出演四部电影的合约，福特因此前某些不愉快经历谢绝类似条件，他同意出演本片，希望提升自己在《星球大战》电影的表现:50,54。为演好特技镜头，哈米尔花四个月健身并学习空手道、击剑、剑道:104。
鲍罗斯对是否再度扮演达斯·维达颇感犹豫，觉得这种一直没有露脸的工作缺乏安全感，得知再拖时间剧组就要另请高明后回归:84。琼斯继续为维达配音，但还是像《星球大战》那样谢绝列名，自认只是鲍罗斯演出的“特效”。他的工作量只有半天，收入1.5万美元外加少量利润分成。:92丹尼尔斯因片酬“合理”回归，《星球大战》把C-3PO当真人描绘，他的演出难获公众认可，所以起初不大情愿:122。吉尼斯因视力衰退需避开强光，谢绝继续出演欧比旺:34。剧组一度考虑找人替换，但卢卡斯就是希望吉尼斯回归，1979年8月末双方达成协议，吉尼斯只需工作几小时就能拿到电影0.25%的票房:210,236,241。
比利·迪·威廉斯加入本片扮演兰多·卡瑞辛，是《星球大战》系列电影首次由非裔美国人诠释主要人物:125。他对人物的斗篷和亚美尼亚姓氏很感兴趣，认为这些因素给予人物发展空间，还称兰多就像他一样“很酷”。威廉斯认为卡瑞辛纯属象征角色，但剧组打包票称人物创作时没有考虑演员肤色:88。克什纳声称威廉斯拥有“密西西比河船骗子”的神奇魅力:88，剧组还曾考虑请小霍华德·罗林斯、特瑞·亚历山大、罗伯特·克里斯蒂安、瑟曼·斯科特、耶佛·哥圖扮演卡瑞辛:80。弗兰克·奥兹操纵布偶并配音出演尤达，凯瑟琳·马伦、大卫·巴克利、温迪·弗劳德协助:224。卢卡斯本想为尤达另找配音，但担心他人难以配合奥兹的布偶演出而作罢:308。
杰里米·布洛奇没有参与费特一角试镜，却因服饰合身获选出演。费特的服装很重，穿上很不舒服而且难以保持平衡，面罩经常起雾。人物对白很少，布洛奇觉得肯定会在后期配音。配音演员维格林的身份直到2000年才公开。布洛奇还饰演在贝斯平行星控制住莉亚的银河帝国军官，当时其他演员都腾不开身，库尔茨安排布洛奇马上换掉服装顶替，约翰·莫顿在同一组镜头诠释费特。
银河帝国皇帝基本没有试镜，卢卡斯直接从几人中挑选克里夫·雷维尔配音，年过古稀的女演员玛乔丽·伊顿在样片扮演皇帝，事实证明效果不佳。特效化妆师里克·贝克为人物制作厚实的面具，放在夫人伊莱恩脸上实验，在脸上叠加人造黑猩猩眼睛，还曾考虑猫眼甚至助理会计劳拉·克罗克特的假眼。:308

### 前期准备
1978年初电影进入为期一年的前期准备阶段，时长只有导演预想的一半:38,94。 选址侦探为冰雪星球霍斯探访北极圈和芬兰、瑞典等北欧国家，地点需要没有树木，附近又有大量人口方便剧组获取便利设施:51。克什纳声称推荐挪威芬瑟的是福克斯公司人员，但库尔兹记得是诺曼·雷诺兹推荐:51。选址侦探在中非、肯尼亚、斯堪的纳维亚寻找沼泽行星达可巴取景地，卢卡斯不想去这些地方拍外景，自掏腰包在伦敦埃尔斯特里制片厂建造3.5万立方米的“《星球大战》摄影棚”，在此搭建达可巴和反抗军基地等外景。工程同年八月启动，耗资两百万美元。:58,84布景在各单项支出数额最大，达350万美元；年底电影预算已涨至2150万美元，比初步估计翻倍不止:83,88。第二章公司财务预测显示1979年末公司月度赤字将达500至2500万美元，两百多万美元是电影制作成本，40万美元注资工业光魔公司:80。
1979年1月电影开拍前不久，正拍摄《闪灵》的埃尔斯特里三号片场发生火灾，原计划用于本片布景的位置被毁:98。事故影响很大，《帝国反击战》剧组只能让出两个摄影棚以便《闪灵》继续拍摄。剧组需调整九个摄影棚的64处布景位置，工作日程只能重新安排。恶劣天气延误片场、布景搭建和必要道具制作。:98选址人员2月25日前赶到芬瑟接收空运来的设备集装箱，开始为大战桥段挖战壕:102–103。

### 音乐
《帝国反击战》配乐由約翰·威廉斯作曲并指挥伦敦交响乐团演奏，耗资约25万美元。他1979年11月开始规划，估计电影需要107分钟音乐:266。威廉斯圣诞节后两周在伦敦百代录音室和安维尔录音室录音18次，每次持续三小时:278–279。乐曲最多有104人参加演奏，采用的乐器包括双簧管、短笛、钢琴、竖琴:278。

## 摄制

### 挪威开拍

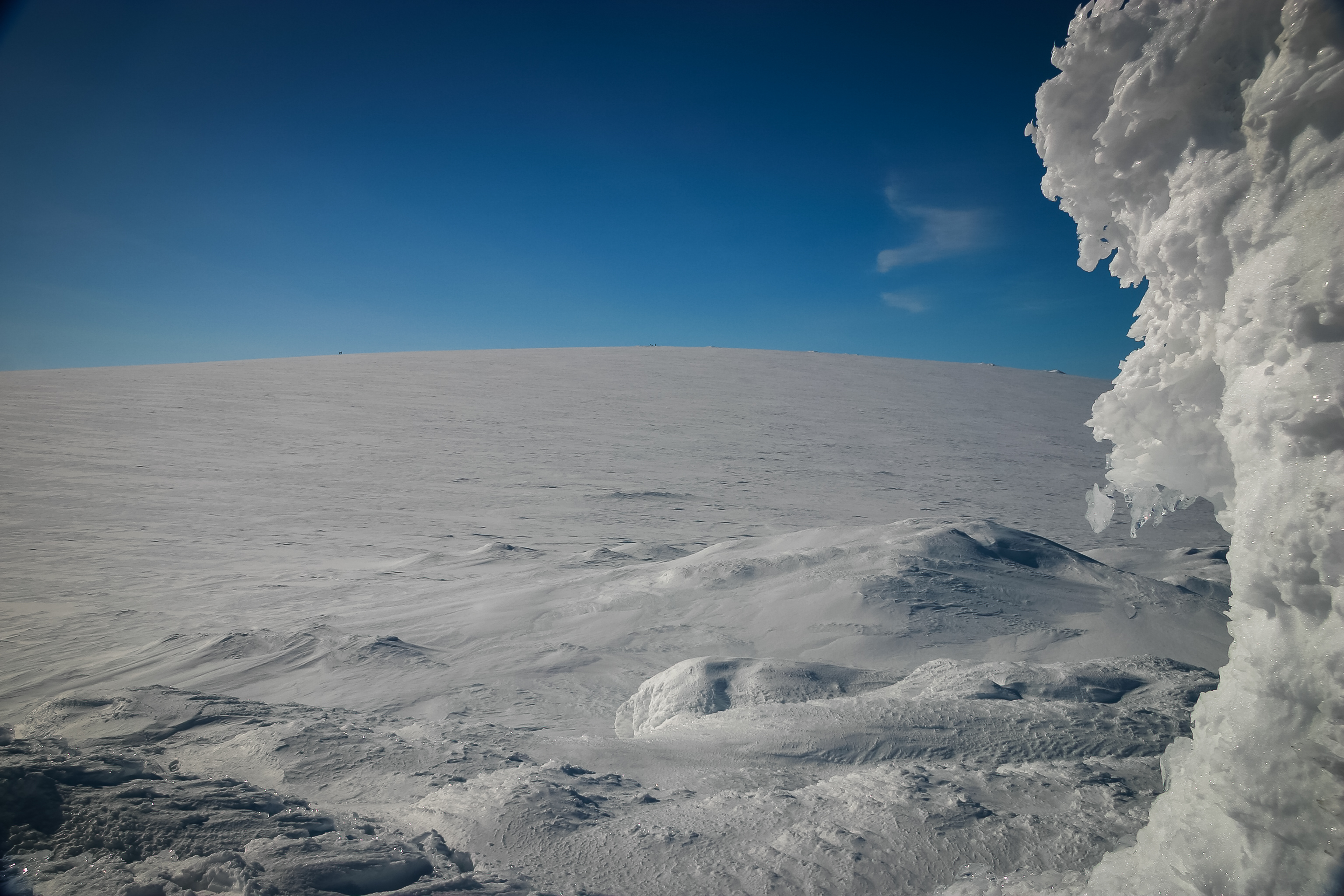
充当冰雪行星霍斯的哈当厄尔古兰冰川（摄于2007年）

1979年3月5日，电影在挪威芬瑟附近的哈当厄尔古兰冰川开始主体拍摄，首先是冰雪行星霍斯的镜头:108:125:7，原计划6月22日拍完，但第一周结束时就显然需要更长时间和更大投资:108,122–123,153。
剧组一度考虑搭建布景拍摄霍斯行星戏段，但因担心效果太不真实放弃。外景摄制恰逢当地半个世纪以来最猛烈的暴风雪，暴雪、时速64公里大风、零下32到39摄氏度低温令拍摄受阻。:107:125。天气仅放晴两次，有时连续几天不能开工:115–116。寒冷令胶片变脆，镜头结冰，雪水渗入设备，罐装特效颜料冻结:103,108–109。剧组把镜头放在寒冷环境，加热相机保护胶片、电池，防止摄影师冻伤手:109。演职人员顶着空气稀薄、视野有限等重重困难每天外出工作11小时，许多人轻度冻伤，还有人滑倒并折断两根肋骨:109,115, 139–140。不过，艰苦环境令演职人员团结一心、众志成城:112。
雪崩阻断直达路线，挖出的战壕很快堆满积雪。许多镜头只能提前几小时准备，不少桥段就在演职人员入住酒店旁拍摄，应对天气多变带来的不同风景。:110, 112费雪没有需在挪威拍摄的戏份，但为了解摄制过程前往:104。福特也没有需在芬瑟取景的戏码，但为补上延误的制作时间，剧组把他请到外景地。福特接到通知后数小时就抵达芬瑟，乘雪犁在积雪中行进至少37公里。:110剧组大部分人员一周后返回英格兰，哈米尔留在芬瑟再拍一天，第二摄制组在挪威持续工作到三月，拍摄爆炸、附加镜头，还有35名山地滑雪救援人员充当战斗场面临时演员。为感谢滑雪救援人员，剧组向挪威红十字会捐款。:112,116
工作人员为拍摄机器人着陆在冰川放置八条炸药，摄制日出时的爆炸，但负责引爆的爆破专家意外碰掉对讲机电池，导致没有及时收到通知引爆:139–140。片头的火力扫射镜头利用飞到1.5万米高空的直升机以每小时48公里速度掉落摄制:141。拍摄工作延迟四周，以便为直升机建造加热停机库房:103。第二摄制组原计划在芬瑟拍摄三周，实际停留八周:141。众人返回伦敦时只完成原计划镜头的一半，用于特技镜头的背景画面还存在不规则等缺陷:151。为补偿缺失镜头，部分内容需要重拍，再加上延误影响，电影预算增至约2200万美元:127。

### 埃尔斯特里制片厂

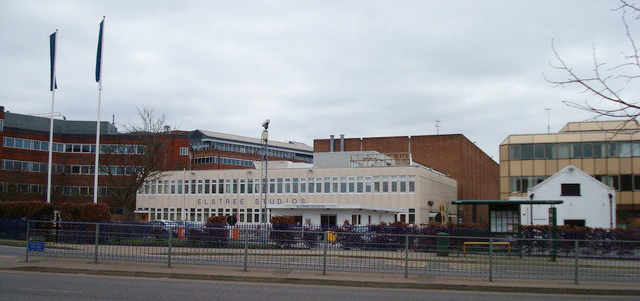
《帝国反击战》在英格兰赫特福德郡埃尔斯特里制片厂（摄自2009年）实地拍摄

电影3月13日在埃尔斯特里制片厂继续拍摄:127。三号片场毁于火灾导致制作进度不见起色，“《星球大战》摄影棚”尚未建好，无从抵御寒冷天气。剧组必须把握一切可利用空间。:120冰洞和医疗湾等部分镜头同时拍摄来节省时间:127。克什纳希望每个角色都有独一无二的出场，维达出场时前方风暴兵被聚苯乙烯假冰绊倒，身后特技演员踩到鲍罗斯的斗篷，致使斗篷撕裂，鲍罗斯摔在风暴兵身上:135。
摄制工作非常辛苦，陷入重重困境:132。费雪患上流感和支气管炎，每天工作12小时，体重降至39公斤，因对蒸汽或喷漆过敏晕倒，还对大部分化妆品过敏:132, 142, 169。她服用致幻剂和止痛药过量:142，反抗军演讲桥段演出时焦虑发作可谓雪上加霜:161。压力与个人创伤导致哈米尔、费雪、福特经常争吵:166，福特与哈米尔都曾生病或受伤:152。哈米尔演出时身边大多是布偶、机器人角色，即便真人出演往往也是后期加入或配音，这种与其他人几近隔离的状态令他陷入抑郁:195。他用耳机聆听奥兹的台词，但各种因素导致两人配合不佳，哈米尔与尤达对戏时很难找到感觉。达可巴星球布景喷有大量矿物油，又令哈米尔长时间身体不适，他觉得参与本片演出期间“肉体时刻受到折磨……但我其实不在意。”奥兹一度表演猪小姐皮吉逗哈米尔开心，后者还记得本该念台词的福特故意上前亲他一口，逗乐众人。拍摄韩面临刑讯的镜头时现场一波波喷出蒸汽，气温升至32摄氏度，身穿羊毛套装的梅犹病倒:201。
成本上升促使美国银行代表三月下旬到访片场:137，很少现身拍摄现场的卢卡斯得知摄制延误、预算超支后于5月6日赶到。卢卡斯影业以正式备忘录要求工作人员把直接拍摄开销谎报为1700万美元:153。库尔茨与卢卡斯估计完成拍摄总共需要2500到2800万美元:153:127。七月中旬美国银行拒绝增加贷款，拍摄资金耗尽:206。克什纳等剧组人员对此一无所知，卢卡斯等人采用结薪周期从一周改成两周、挪用黑隼公司资金等手段尽量推迟众人得知的时间:206。卢卡斯担心缺钱完成拍摄的情况下只能把项目和关联版权卖给福克斯，丧失创意自主权，福克斯威胁买断债务接手电影拍摄:206:127。电影只剩两成没拍完，卢卡斯影业总裁查尔斯·韦伯牵线波士顿银行融资3100万美元，其中该行提供2770万，另有三百万由福克斯担保，换取票房收入分成比上升和一成衍生商品利润。卢卡斯影业取得贷款并付直接责任。:206,214:127
五月上旬“《星球大战》摄影棚”建成，但面积不足以容纳反抗军机库、达可巴星球等布景，需要继续注资扩建。制片人决定无论扩建是否完工，5月18日都必须开拍。:154机库桥段共有77名临时演员扮演反抗军，单日成本两千英镑:159。约45.7吨枝晶与硫酸镁混合营造闪光效果拍摄雪景，混合物令许多演职人员头痛发作:159,161。第二摄制组导演约翰·巴里六月上旬突然去世，哈雷·科克利斯一周后接手:156,166。第二摄制组通常专门拍摄费时的特效素材，但因日程已落后约26天，他们必须分担主剧组任务，如卢克被怪兽抓入冰洞等镜头:147,189。哈米尔拍摄飞行摩托特技跳跃镜头时伤到手，一连数日无法参与拍摄。剧组在哈米尔儿子出生当天要求他参加特技演出，拍摄过程令他筋疲力尽，现场的盐渍导致伤口更加疼痛，哈米尔愤怒之下质问库尔茨为什么不安排替身演员。:189,194克什纳导演时习惯亲力亲为，他的演示令哈米尔非常反感，导演对哈米尔不听建议颇感挫折:199。
按实际尺寸建造的机库布景于六月中旬拆除，另建实际尺寸的千年隼号周边布景。镜头必须尽快拍完，以便拆除千年隼号布景，为达可巴布景腾出空间。:167–169碳化室桥段六月下旬开拍，第二摄制组同期尽可能找东西拍:168–169。匆忙搭建的布景远称不上完整，只能减弱照明并以蒸汽掩盖明显缺陷。雾和蒸汽带来的热量令许多演职人员患病，镜头共耗时约三周。:168,172,194剧本中的韩与莉亚表白时互诉衷肠，克什纳觉得这太显“缠绵”，要求福特自行发挥，最后福特受不了，说只拍最后一次，对表白的莉亚回答“我知道”。六月底，各演职人员的精气神都很低落:194。

### 决斗、达可巴、总结
哈米尔七月上旬回归，拍摄卢克与维达的高潮大战，维达由特技替身鲍勃·安德森饰演。安德森称服饰与面具把视线挡得严严实实，跟蒙眼击剑差不多。哈米尔用数周学习击剑套路，最后颇感厌烦不愿继续。:123,133,197下一场戏是维达自承乃卢克之父，剧组为保密挖空心思。鲍罗斯以经常泄密臭名远扬，结果剧组给他的台词写着“欧比旺·克诺比正是你父亲”。知道实情的只有导演、制片人、哈米尔。哈米尔所站平台悬空11米，下面是大堆床垫，后来胶片受损导致整场戏在八月初重拍:214,219。卢克与维达光剑决斗桥段拍摄耗时达八周，哈米尔坚持尽量自行完成特技镜头，但保险公司不同意他亲自演出卢克从4.6米高窗户摔落的桥段。他从12米高、宽约23厘米的岸架摔下来，落地时连忙打滚以免受伤。卢卡斯7月15日回到片场直到拍摄结束:206，他删减卢克在达可巴的戏码确保两周内拍完所有内容:210。
福特、费雪、威廉斯、梅犹、丹尼尔斯等大部分演员在八月初杀青:210,219。哈米尔开始拍摄达可巴行星戏段，与尤达对戏。奥兹已定下参加其他项目的日程，戏码必须12天内拍完。:224,233电影制作已经延后50多天，卡赞强与副制片人罗伯特·沃茨接替库尔茨:236。留到末期拍摄的镜头包括卢克在达可巴探索黑暗面之树。1979年9月5日，片场举办杀青聚会，纪念133天摄制正式结束，吉尼斯当天在蓝幕前拍完戏份。:238,241不过，克什纳与第二摄制组接下来继续拍摄卢克的X翼战机从沼泽升起等镜头:238,241。导演9月9日离开片场，哈米尔两天后完成为期103天的演出:241–243:127。9月24日，第二摄制组与哈米尔特技替身拍完戏后收工:243:226。所有素材胶片约长120公里，时长80小时:244。
电影预算总额3050万美元:323，库尔兹认为这主要是因为演职人员等各种资源成本因通货膨胀大幅提升:207，卢卡斯批评库尔兹监管和财务规划不足:206–207。沃兹认为库尔兹不善与人相处，一直没和库什纳形成适当的工作关系，以致导演放飞自我之际他身为制片人却拉不下脸制止:153,196。库尔兹还因三号片场火灾放松对导演的限制:153，但克什纳工作节奏慢，令卢卡斯颇感烦恼。卢卡斯自认摄制风格很节俭，通常只拍两三遍，为后期弥补失误多拍的素材很少。沃兹和雷诺称导演经常想找新角度、新方法，但这需要规划，会进一步延误进度。:152克什纳尽力照搬《星球大战》的快节奏，避免在任何画面停留太久，鼓励现场发挥，调整戏码与对白突出人物情感，如韩与莉亚即将接吻时被C-3PO打断:122,125:132。卡赞强认为电影摄制过程频繁出错，对此库尔兹应负主要责任，卢卡斯影业总裁韦伯、副总裁约翰·摩尔同样责无旁贷:32,206。约翰·莫顿觉得库尔兹就像无名英雄，把拍摄战争片的经验带到《帝国反击战》。

### 后期制作
电影拍摄进度落后，尚未拍完就不得不开始后期制作，拍摄素材马上送到工业光魔公司开始制作特效:151,155。1979年10月中旬初剪版完成，与最终成本相比基本只差特效:248, 258。卢卡斯以31页文档说明调整意向，主要是修改对白、变更戏段时长:258–259。琼斯1979年末至1980年初录制维达的对白:305。1980年初，卢卡斯把计划已久的卢克骑汤汤片头改成灭星者发射机器人，继续调整情节改善特效，但工业光魔公司就算每天24小时运转、每周只休一天也没有足够时间完成所有目标:302–303。怪兽吐出R2-D2的镜头在卢卡斯家游泳池补拍:298–299，帝国皇帝桥段1980年2月摄制:308。
福克斯高管三月首次看到电影剪辑版本:315,321，卢卡斯同月决定新增霍斯星球情节，试镜50名工业光魔公司人员扮演反抗军:308。4月16日全长124分钟的终剪版完工，福克斯随即向波士顿银行支付一千万美元:315,321。卢卡斯影业推出职员奖金计划，安排公司职工分享本片利润:321。4月19日电影在旧金山试映，观众对汤汤出场的特效镜头反响不佳，但很喜欢莉亚示爱时韩回答“我知道”，卢卡斯对此不以为然，觉得按韩的为人应该不会这样回答:321–322。带磁声道可能从电影胶片剥落，库尔兹请人全天候检查，结果发现高达两成二不良率:323。
电影进入院线发行后不久，卢卡斯认为结局还需调整，明确卢克、莉亚与兰多、丘巴卡的关系。电影限量发行与全面上映间隔三周，卢卡斯、庄斯顿、特效艺师肯·拉斯顿在工业光魔公司利用已有素材制作新镜头，采用新作配乐和修改过的台词，制作微缩模型拍摄反抗军舰队及各自方位的定型镜头。项目收尾之际，共有约七百人参与本片制作:124。

## 特效与设计
卢卡斯旗下的工业光魔公司耗费八百万美元制作本片特效，其中包括人员配备和马林县新设施成本:323。1978年9月人员到位时大楼还没建好，连工作所需必要设备都不够:67:7。《帝国反击战》需要约六百特效镜头，《星球大战》“只有”360:250。
特效制作由理查德·艾德兰德和布莱恩·约翰逊负责，主要成员包括丹尼斯·穆伦、布鲁斯·尼科尔森、洛尔恩·彼得森、史蒂夫·高利、菲尔·蒂贝特:7、汤姆·圣阿曼德:90、尼洛·罗迪斯－贾梅罗:67。每天上百人参与制作，如斯图尔特·弗里伯恩主要负责手工制作尤达布偶:147。电影采用的特效手段多种多样，如微缩模型、接景、定格动画、关节模型、全尺寸运输工具等:166:12,16,23。

## 发行

### 背景

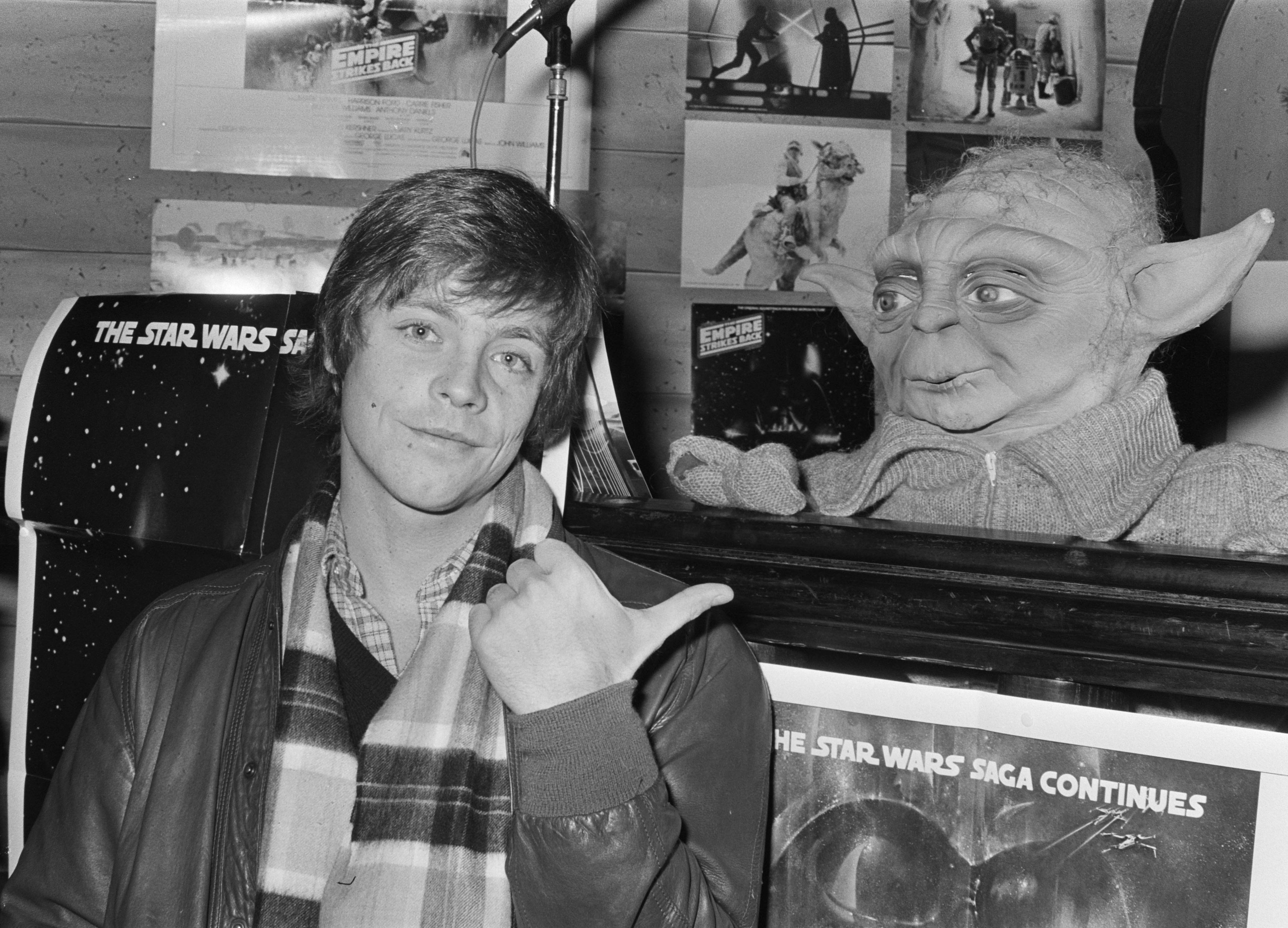
1980年馬克·漢米爾参与本片宣传

业界专家预测，美国经济衰退导致民众心态没落，喜剧与积极向上的娱乐作品将主导1980年院线。通常来说，经济衰退会令观众走进电影院逃避现实，爱情片和描绘藍領生活的电影往往不受待见。《星球大战》令科幻电影人气激增，大量低成本科幻片企图借《星际旅行：无限太空》、《黑洞》等大成本作品之势分一杯羹，两部大制作都只比《帝国反击战》早几个月上映。业界普遍认为续集热度赶不上原作，周边商品的市场预期也不强:300，不过可口可乐、雀巢、通用磨坊、托普斯均达成电影周边收藏品协议:255。
福克斯对本片充满信心，广告花费很少，报纸上刊登的广告由整版改成小方块。公司开展的市场调研表明六成意向观众为男子:335。卢卡斯影业开设电话专线，致电观众可听到片中演员讲话:324。此时美国大片的公映周期通常是12周，福克斯要求至少28周:321。扣除营销、分销、贷款利息等成本，估计《帝国反击战》需进账5720万美元才能盈利:154,323。

### 片名与列名字幕
卢卡斯希望续集与原作一样把所有演职人员信息放在片尾，避免影响片头。美国编剧工会与美国导演工会同意前作如此安排的根本原因是该片由卢卡斯执导，电影开头就是以他命名的卢卡斯影业商标。但这对《帝国反击战》不适用，两家工会要求片头和片尾都必须标明克什纳和第二摄制组导演姓名，或至少显示克什纳的名字。卢卡斯不置可否，结果被处25万美元罚款，工会还要求院线中止放映。:132电影在英国制作，卢卡斯的做法不违反英国法律，无权制裁的美国导演工会把气撒在克什纳头上，罚款2.5万美元:335。卢卡斯支付罚款后非常不满，以致直接退出两工会和美國電影協會，导致他此后无法直接参与许多电影的导演或编剧工作:132。
片名1978年8月正式公布，但《荷里活報道》早在年初便泄密:34,37。片头显示的名称是《星球大战5：帝国反击战》，表明卢卡斯打算制作九部《星球大战》系列电影，前作随之更名《星球大战4：新希望》。罗杰·卡斯特尔设计本片院线海报。

### 票房

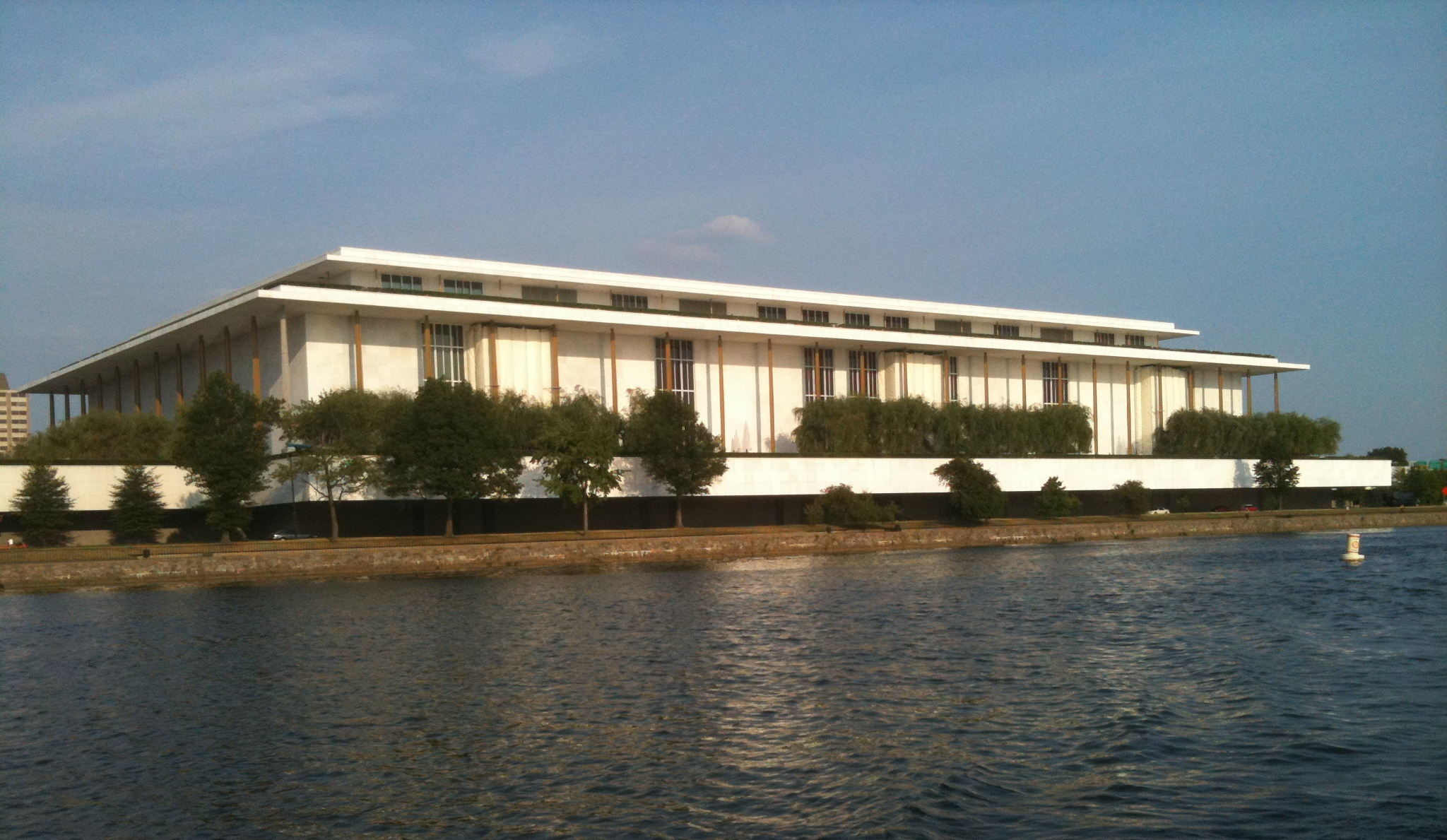
《帝国反击战》北美首映式在约翰·肯尼迪表演艺术中心（摄于2010年）举行

《帝国反击战》1980年5月6日在伦敦自治领剧院首映:328，17日在哥伦比亚特区肯尼迪中心办首映式，主要演员、包括特殊奥运选手等六百名儿童出席:328。5月20日电影在伦敦欧狄恩莱斯特广场举行全球首映式，活动号称“帝国节”，演员扮成风暴兵在全城各地与市民互动:328。
电影5月21日在北美洲126家院线上映，迎接亡兵紀念日长假周末。发行商有意限制上映院线数量，大搞饥饿营销，通常只有预计口碑良好、想靠口耳相传推广的电影才会采取如此战术。影片上映当天收入130万美元，平均每家院线10581美元，周末进账490万美元，加上周一（亡兵纪念日）150万共640万美元，平均每家电影院50919美元，远超同样新上映的竞争对手《滑稽秀》（150万美元）和《闪灵》（60万美元）登顶周末票房榜。电影上映首周共收入960万美元，比《星球大战》高六成，平均每家院线76201，创下上百家电影院的新纪录。
《帝国反击战》两连庄后在第四个周末以360万美元跌至第三，落后西部片《不屈不挠》（370万美元）和喜剧片《天命》（362万美元）。上映院线增至823家后本片在第五个周末以1080万美元再度登顶。加上工作日收入，《帝国反击战》以近两千万美元刷新周票房纪录，一年后才被《超人II》以2400万美元超越。电影此后连续七周卫冕，上映第13周以430万美元位居第二，落后新上映的《横冲直撞斗飞车2》（1090万美元）。《帝国反击战》的院线发行周期长达32周，最多在1278家影院上映，后期票房数据已不可考。
电影以约1.81至2.09亿美元高居年度票房榜首，遥遥领先热门喜剧片《朝九晚五》（1..03亿美元）、《油腔滑调》（1.01亿美元）、《空前绝后满天飞》（8350万美元）。虽说不及前作，但绝对是热卖之作，业界专家估算影片为制片方带来1.2亿美元收入。卢卡斯收回投资并清偿债务:336，还向雇员发放五百万美元分红:132。本片1980年在北美洲以外国家和地区上映的票房收入缺乏文献记载，《纽约时报》发文称电影在英国和日本热卖，《综艺》称影片海外总票房1.92亿美元，加上美国和加拿大共计4.01亿美元，高居1980年电影首位。不过，《帝国反击战》没能获得前作反复上映的优待，卢卡斯认为这主要是因为续集的开放式结局:346,348。
《帝国反击战》此后多次重新进入院线，其中1981年7月收入2680万美元，1982年11月进账1450万美元，1997年2月经卢卡斯修改的特别版收入6760万美元。电影的北美票房总额由此升至2.9至2.92亿美元，估计全球票房达5.38至5.49亿美元。计入通货膨胀后，本片的北美票房位居影史第十三。

## 反响

### 专业评价
与广受好评的前作不同，《帝国反击战》上映之初反响不一:332，在24位影评人的年度十大佳片榜单最高排第四:346。影迷观感不一，主要关注续集与原作显著的基调变更和剧情发展，特别是莉亚对韩的感情超过卢克、维达居然是卢克的父亲。
影评人认为续作是好电影但没《星球大战》好看，觉得《帝国反击战》基调变得黑暗，剧情走向成熟，但风趣中冒着傻气的原作更有魅力。《华尔街日报》的乔伊·古尔德·博尤姆觉得为轻快的《星球大战》增加正剧权重实属“荒谬”，令作品纯真的一面受损。加里·阿诺德在《华盛顿邮报》发文，称赞续集隐线更黑暗，叙事规模更宏大，营造更多可供探索的戏剧主线。《紐約客》刊登大卫·丹比的文章，宣称电影比原作更引人入胜，但在坎普风方面尚有欠缺。《好莱坞报道》的亚瑟·奈特认为原作构思新颖，结合其后面世的大量太空歌剧电影令本片颇具衍生作品意味，但《帝国反击战》仍是《星球大战》过后最优秀的太空歌剧。杰拉尔德·克拉克在《時代雜誌》发文，认为续集在多方面超越前作，视觉和艺术角度都更胜一筹。《纽约时报》刊登文森特·坎比的评论，认为续集更显机械，缺乏悬念。
《洛杉磯時報》刊登查尔斯·尚普林的文章，认为电影悬念结局构思巧妙，完成叙事的同时又吸引观众期待下集；但克拉克觉得如此结局难令观众满意。坎比与《芝加哥读者》作家戴夫·科尔都认为电影中场应该更注重叙事发展而非阐述，还觉得本片从头到尾情节几乎没有进展。《华盛顿邮报》专栏作家朱迪思·马丁把《帝国反击战》批为“垃圾好片”，缺乏独立剧情导致乍一看挺能唬人但转瞬即逝。奈特与克拉克感觉剧情有时难以理解，奈特不适应第三幕的多主线切换，克拉克认为剧情节奏太快，令人应接不暇甚至错过重要内容。科尔和《视与听》写手理查德·库姆斯认为电影似乎把特效看得比人物塑造还重要，视觉奇观与动作场面对情节几乎毫无推动。
主要演员的演出同样评价不一。奈特称赞人物经过克什纳执导后多一分真实，少一分原型感。哈米尔、费雪、福特的演出赢得赞誉，尚普林称哈米尔的演绎充满“少年纯真”、令人着迷，费雪的人物塑造独立自主。阿诺德认为电影人物发展不足，似乎更注重“派头”，人物基本没有变化，科尔感觉失去卢卡斯指导后人物更显“僵硬”。奈特觉得吉尼斯演出不够专心，珍妮特·马斯林批评片中唯一的黑人主角兰多“夸夸其谈、不可信赖、装腔作势”。吉恩·西斯克在《芝加哥論壇報》发文，认为片中以机器人、丘巴卡等非人类角色最讨喜，尤达是电影精华所在。奈特、古尔德·博尤姆、阿诺德赞扬布偶人物表情真假莫辨，简直就像演员的脸已经融入布偶。坎比批评真人角色平淡无奇、不值一提，机器人角色提供的观影乐趣逐渐消逝，只有尤达偶尔出场时效果还不错。
阿诺德认可克什纳的导演功底，其他评论认为卢卡斯的监督痕迹很重，克什纳导演风格不显。丹比感觉《帝国反击战》没有克什纳的导演特点，坎比甚至认为单看电影根本不可能判断哪些部分由克什纳贡献。库姆斯指出，导演在本片注重人物未免不智，有损《星球大战》连续漫画式节奏。影评人称赞摄影师彼得·苏希茨基的视觉呈现，色彩选择胆量十足，特效“叹为观止”、“新颖独特”、看上去眼花瞭乱。吉姆·哈伍德指出，大家的失望纯属前作太过出色，其他电影一直在效仿。尚普林认可电影没有把特效当成主角，而是用来改善观感。

### 荣誉

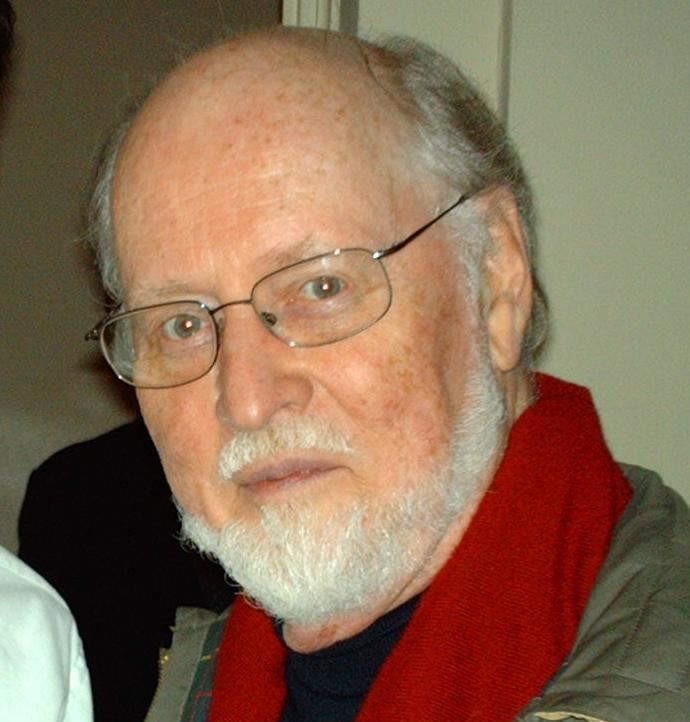
为本片作曲的約翰·威廉斯赢得两项葛萊美獎，入围奥斯卡金像奖、金球獎、英国电影和电视艺术学院

《帝国反击战》获第53届奥斯卡金像奖最佳音效（比尔·瓦尼、斯蒂夫·马斯洛、格雷格·兰德克、彼得·萨顿）和视觉效果类特别成就奖（布莱恩·约翰逊、理查德·艾德兰德、丹尼斯·穆伦、布鲁斯·尼科尔森），入围最佳艺术指导（诺曼·雷诺兹、莱斯利·迪利、哈利·兰格、阿兰·汤姆金斯、迈克尔·福特）和最佳原创配乐（约翰·威廉斯）。
威廉斯入围第39届金球奖最佳原创配乐，在第23届格莱美奖角逐拿下最佳器乐作曲和最佳视觉媒体配乐，还在第34届英国电影学院奖夺得最佳电影配乐，影片另获最佳音效（萨顿、瓦尼、本·贝尔特）、最佳艺术指导（雷诺兹）提名。电影在第八届土星奖角逐获最佳科幻片、最佳导演、最佳男主角（哈米尔）、最佳特效（约翰逊、艾德兰德）四项大奖，还夺得雨果奖最佳戏剧表现和人民选择奖最佳影片。

## 后续

### 特别版及其他变更
卢卡斯计划在20世纪末开发前传三部曲，把《帝国反击战》等原版三部曲重制后起名《星球大战三部曲：特别版》发布，检验近20年来特效手段的进步。重制过程不乏变更或新增内容，有些还与前传电影关联。卢卡斯表示，特别版采用现代科技重制，与他的原始构想更相符。变更内容如片头雪地怪兽的全貌，地点、建筑、人物的電腦合成影像镜头。影评人对上述变更青眼有加，罗杰·埃伯特称赞《帝国反击战》是原版三部曲最佳兼“核心之作”。
特别版发布后几经变更，2004年再度发行时，《星際大戰六部曲：絕地大反攻》开始扮演银河皇帝的伊恩·麦克迪阿梅德取代雷维尔与贝克版；《星際大戰二部曲：複製人全面進攻》里扮演童年克隆人费特的特穆拉·莫里森为《帝国反击战》台词配音，取代维格林。2011年蓝光版也有小变更，为机器人着陆形成撞击坑新增火焰并调整颜色。影迷对特别版看法不一，批评许多变更毫无必要或对原版改动太大。未修改的原版三部曲在2006年发布DVD后再没推出商品，该版采用20世纪90年代初的鐳射影碟录制，影迷为保护原版筹建推出“哈米非专业版”。2010年纪录片《人人都恨乔治·卢卡斯》反映《星球大战》系列电影、影迷、卢卡斯之间的关系。

### 家用媒体
《帝国反击战》的VHS录像带、激光影碟、电容式电视影碟1985年发布，录像带和激光影碟此后多次再版，其中不乏原版三部曲套装、收藏版，并有宽屏版、音效重制版之类小调整。1992年特别收藏版包含纪录片《从星球大战到绝地归来：传奇制作》；1997年原版三部曲特别版又发布录像带。。1987年11月《帝国反击战》在电视首播，播出前是达斯·维达以第二人称视角介绍，包装成地球播放银河帝国电视频道。
本片2004年与《星球大战》、《绝地归来》一起发行DVD，三部电影均有改动，另附纪录片《梦之帝国：星球大战三部曲的故事》介绍三部曲制作。卢卡斯表示修改后原三部曲更符合他的期望，不打算再将原版修复后发布，但公众需求最终促使限量DVD收藏版2006年问世，其中包含的未修改原版三部曲取自1993年权威版激光影碟，画面显示存在问题。
《帝国反击战》特别收藏版藍光光碟2011年发布，既有修复过的原版三部曲，又有原版、前传三部曲加电影制作花絮版。2015年，《帝国反击战》等电影在众多平台数字发行，经1997年特别版胶片修复制作的4K解析度版2019年在Disney+发布。2020年27碟天行者传奇盒装包含全部九部电影，每部都有蓝光影碟、4K超高清蓝光光碟共三碟，其中还有取自2011年版的特别花絮。

### 其他商品
《帝国反击战》的周边商品包括海报、儿童读物、服饰、人物半身像和雕塑、可動人偶、家具陈设、樂高套装。唐诺·葛勒特将电影改编成小说并在同年发布，热销两到三百万本:344。漫威漫畫1977年发布阿奇·古德溫与卡迈恩·因凡蒂诺创作的《星球大战》漫画，根据原版电影三部曲改编，其中《帝国反击战》部分1980年开始连载。乔纳森·林兹勒著作《帝国反击战制作》2010年出版，全面介绍电影制作过程，还有幕后照片和演员访谈。
《帝国反击战》是第一部改编成电子游戏的《星球大战》系列电影，帕克兄弟1982年针对雅達利2600平台发布《星球大战：帝国反击战》，1985年同名街机游戏问世。1998年的《星球大战三部曲街机》包含霍斯星球关卡，1992年《星球大战：帝国反击战》发布红白机与Game Boy版，1993年又推出《超级星球大战：帝国反击战》超級任天堂版。1998年《星球大战：侠盗中队》、2007年《星球大战前线：叛变的军团》等游戏采用《帝国反击战》电影画面。《帝国反击战》彈珠台与电影同年面世，是首款官方授权《星球大战》弹珠台，仅在澳大利亚制作350台，今已是收藏品。

## 主题分析

### 神话与启示
评论分析认为《帝国反击战》从许多文艺作品汲取灵感，特别是20世纪30年代的《飞侠哥顿》系列，其中就有类似本片贝斯平行星的云城。影评人提姆·罗比指出，黑澤明的作品对卢卡斯很有启发，本片大量意象与叙事手法都能同1975年黑泽明导演的《德蘇烏扎拉》联系起来。穆伦称片中步行机扫荡霍斯星意指越南战争，特别是侵略方装备不适合该星球地形方面:55。
克拉克把卢克视为普罗米修斯、伊阿宋、加拉哈德等神话英雄的后人，传统型师长欧比旺对他承诺命运，直到尤达取而代之。安妮·兰开夏认为尤达就像传统神话中充满智慧的老年大师，教导英雄放弃过去一切成见:40。克拉克认为卢克的旅程就是英雄冒险进入未知世界，接受自身黑暗冲动考验并最终克服。在他看来，这代表人控制内心不理智冲动，追求爱、秩序、公正的能力。
卢卡斯想把尤达塑造成传统童话或神话人物，类似青蛙或谦逊老人，传达不以貌取人、尊重一切个体的理念。《纽约观察家报》刊登布兰登·卡茨的文章，称尤达通过哲学强化原力，展示一切生物在灵与肉之外都有闪光点，绝地武士就像禅宗勇士，与原力和谐共处。卡斯丹认为绝地武士类似日本武士阶层，就像开明的牧师。:344

### 信仰
根据卢卡斯的设想，原力代表各种信仰在共同特征下统一的核心本质，世上既有善恶，也有神明。卢卡斯本人信仰上帝和基本道德，如公平对待他人、不得杀人。《长老会杂志》认为片中宗教信仰理念与犹太教与基督教相比更类似祆教、佛教等东方宗教，以抽象概念呈现善恶。神与原力类似，都是没有人格化的实体，不会直接采取行动。《今日基督教》指出，《帝国反击战》的戏剧冲突源自正义之神缺席，或至少缺乏正义之神的直接引导。:344
兰开夏与林兹勒称卢克的旅程完全取材基督教义，重视命运与自由意志，卢克类似耶稣，维达是企图引诱他转向邪恶的堕落天使:344:41,44。克什纳表示电影无意包含宗教象征，他想强调的不是魔法，而是个人未开发潜力蕴藏的力量:344。

### 二元对立与邪恶
兰开夏将《星球大战》的理想主义、英雄气概、友谊与《帝国反击战》更为复杂的叙事色调对比:39。续集挑战前作观念，卢克不再是纯洁白纸，不再相信纯粹的好人或坏人:40,42。他钻进达可巴黑暗面洞穴，代表愤怒会把他引向黑暗面，迫使他不再坚信自己完全站在原力光明面:40。克什纳指出，黑暗面洞穴是对卢克的考验，直面自身最大的恐惧；他带着武器面对心中恐惧，自以为不得不使用武力:258。战胜维达的化身后，面具裂开却露出卢克的脸，代表他必须学会耐心、放下愤怒才能抵抗黑暗面的诱惑:40–41。
韩·索罗同样遭遇黑暗面诱惑，他本是自私自利的走私客，对莉亚的感情日益滋长，不得不正视肩上责任，重视莉亚的奋斗目标，兰多代表他身为走私客的一面:43–44。《帝国反击战》质疑友谊的代价，《星球大战》呈现传统友谊，续作中的友谊需要牺牲。韩在寒风刺骨的霍斯星球把取暖手段留给卢克，相当于自我牺牲；:42卢克放弃渴望已久的绝地武士训练去救朋友。不过，这种牺牲同样能理解成自私，违背尤达和欧比旺的要求一方面是为朋友自我牺牲，另一方面也是放弃打败银河帝国的机会，背弃朋友的支持。:42兰开夏指出，片中人物的英雄气概是通过为他人自我牺牲而非战斗体现:48。
兰开夏认为，卢克急于赶往贝斯平说明他经过训练仍然缺乏成长:40–41。维达以黑暗面的力量引诱卢克，揭示他正是卢克之父:344，希望与卢克合作战胜皇帝，但这一切与善恶斗争无关，只是维达企图自行统治银河系:344。卢克心中理想的父亲形象就此坍塌，欧比旺隐瞒他和维达的亲子关系堪称背叛，卢克从出身到心灵最后的纯真灰飞烟灭。克拉克指出，卢克决斗时还不够坚定，道德理念不足以同维达对抗，他跌入通风井，代表坏人有时的确能赢。好爸爸和坏爸爸之争在善恶观念对立时一目了然，是人物发展过程常见的引喻手段:344。卢克在片尾更加理解善恶关系和人的二元本质:41。

## 长远影响

### 时代考验
《帝国反击战》历久弥新，扣人心弦的开放结局打破常规，与特技效果一样对主流电影影响深远。有线电视新闻网撰稿人布莱恩·洛瑞称赞《帝国反击战》作为续集表现出类拔萃，《星球大战》系列正是靠它打下的坚实基础才有今日地位。
数十年来本片评价不断提升，如今已有《星球大战》系列最佳电影和史上杰作美誉。《好莱坞报道》2014年面向娱乐业人士的民调将本片排在影史第32位，《星球大战》第11位，评论称赞续作就像“莎士比亚悲剧”，至今也没多少电影结局如本片般黑暗至极。《帝國雜誌》把《帝国反击战》排在影史佳片第三位，是所有采用黑暗基调续集电影的鼻祖。埃伯特1997年回顾时称赞本片在原版三部曲排第一，足以令观众心生好奇，采用的剧情节奏精准把握叙事理念核心。2003年电影参考书《有生之年非看不可的1001部电影》问世，本片榜上有名。《商业内幕》25万读者经投票把《帝国反击战》评为影史最佳。维达自承乃卢克之父被誉为影史绝佳大逆轉。韩面对莉亚示爱居然回答“我知道”，被评为《星球大战》系列电影标志镜头，是电影史上极富盛名的临场台词。
《帝国杂志》把本片排在史上最佳续集第六位，称赞悬而未决的“大胆”结局，敢于违抗原作模式。极客巢穴网认为《帝国反击战》可谓卢卡斯代表作，在史上所有续集电影仅次于《異形2》；《花花公子》把本片排在续集第三，赞扬片尾揭露卢克与维达父子关系堪称“情感核心，令《星球大战》（系列电影）飞升进入永恒现代传奇的万神殿”。英国广播公司、Collider网站都把影片评为影史续集杰作，《时代杂志》与《花花公子》认为《帝国反击战》是续集超越原作的代表。评论汇总网《爛番茄》根据影评综合打分把本片排在最佳续集第27位；《滚石》杂志读者投票排在影史续集第三。
《烂番茄》共收集本片105篇评论，认可度达九成四，平均评分8.9（最高十分）。网站共识评述写道：“黑暗、邪恶，最终却比《新希望》更引人入胜。《帝国反击战》突破观众预期，升华（《星球大战》）系列情感层次。”Metacritic收集本片25篇评论，综合评分82（最高百分），代表“一致好评”。片中首次出场的尤达、兰多等人物已是《星球大战》的标志美国电影学会2003年评选百大银幕英雄与恶魔，达斯·维达位居恶魔榜第三，仅次于《沉默的羔羊》男主角汉尼拔·莱克特与《驚魂記》男主角诺曼·贝茨。

### 文化影响
《帝国反击战》对英美两国的文化影响几乎无处不在:336，如政治漫畫、“帝国节”活动。弗雷迪·默丘里在1980年Queen乐队音乐会接近尾声时骑在达斯·维达扮相人士肩头离场:328,336。克什纳收到世界各地影迷来信请求签名，心理医生以尤达为媒介向病人解释哲学思想:339。大量影视作品和电子游戏引述或戏仿本片，如漫威电影宇宙、《太空炮弹》、《大青蛙布偶秀》、《特工老爹》、《南方公園》、《辛普森一家》、《恶搞之家》、《机器鸡》。2010年，《帝国反击战》因“文化、历史和美学领域的显著成就”入选美国国会图书馆國家影片登記表。
兰登·帕尔默、埃里克·迪亚兹、达伦·穆尼宣称，现代大片系列源自《帝国反击战》而非《星球大战》，续集自此变成无限延伸故事架构的章节，此后数十年一直为后人模仿。以《大白鲨》系列为例，热门原作拍摄低成本续集、收益越来越少直至丧失利用价值此前已成业界惯例，但《帝国反击战》截然不同。与前作相比，本片为扩张虚构世界投入更多，票房回报显著。片尾为下一部续集留下悬念之举获大量电影效仿，特别是漫威电影宇宙。评论指出，《帝国反击战》创造的叙事结构由后世无数三部曲仿效，第二部电影总是比前作更黑暗，片尾英雄往往败于反派之手，将剧情推向下一部续集。埃米特·阿希尔－佩林、本·夏洛克认为，《回到未来》、《黑客帝国》、《加勒比海盗》、《指环王》系列电影都是其中典范。
罗素兄弟、羅蘭·艾默瑞奇、凱文·費吉等电影人称《帝国反击战》促使他们投身电影业或自称该片粉丝。

## 名言
「不，我是你的父親。」（No, I am your father.）是《星際大戰》系列中膾炙人口的台詞之一，原文：
Vader: If you only knew the power of the Dark Side. Obi-Wan never told you what happened to your father.
 
Luke: He told me enough! He told me you killed him!
Vader: No, I am your father.
Luke: No! That's not true! That's impossible!
Vader: Search your feelings! You know it to be true!
 
Luke: Nooooo! Nooooo......
在電視播映時，曾利用上述對白剪成預告，由於詹姆士·厄爾·瓊斯低沉渾厚氣音適時混淆「No」與「Luke」發音，故效果變成：
Vader: Luke, I am your father.
Luke: Nooooo!

也因此形成曼德拉效應。有趣的是，瓊斯在《星際大戰三部曲DVD》特典〈夢想的帝國：星際大戰三部曲的故事〉中回憶讀到劇本這段時亦記成「Luke, I am your father.」，其顯示劇本初稿只有「I am your father.」。馬克·漢米爾在2014年電視影集《閃電俠》第17集演出反派角色時也玩這哏：
Trickster（馬克·漢米爾＝Luke）:  I am your father.

## 续集、前传、改编
《帝国反击战》改编的广播剧1982年在美国全国公共广播电台播出。1983年电影续集《绝地归来》上映，讲述反抗军反攻银河帝国，卢克与维达、皇帝决战，《星球大战》原版三部曲完结。与《帝国反击战》一样，《绝地归来》票房热卖并赢得影评人认可。
《帝国反击战》上映近20年后，卢卡斯开始自编自导前传三部曲，分别是1999年的《星際大戰首部曲：威脅潛伏》、2002年《克隆人的进攻》、2005年《星際大戰三部曲：西斯大帝的復仇》。讲述欧比旺与阿纳金·天行者的经历，以及后者如何堕入黑暗面，化身达斯·维达。影评人和影迷对前传三部曲剧情和部分新角色看法趋于两极。2012年卢卡斯把《星球大战》系列版权卖给华特迪士尼公司，公司发布后传三部曲，分别是2015年的《STAR WARS：原力覺醒》、2017年《STAR WARS：最後的絕地武士》、2019年《STAR WARS：天行者的崛起》。福特、哈米尔、费雪等原版三部曲演员回归各自人物，另有黛西·蕾德莉、約翰·波耶加、亞當·崔佛、奥斯卡·伊萨克出演的新角色亮相。此外《星球大战》系列还包括独立电影和电视剧，探索主系列九部电影周边传奇与历险。